# 알로니소스섬

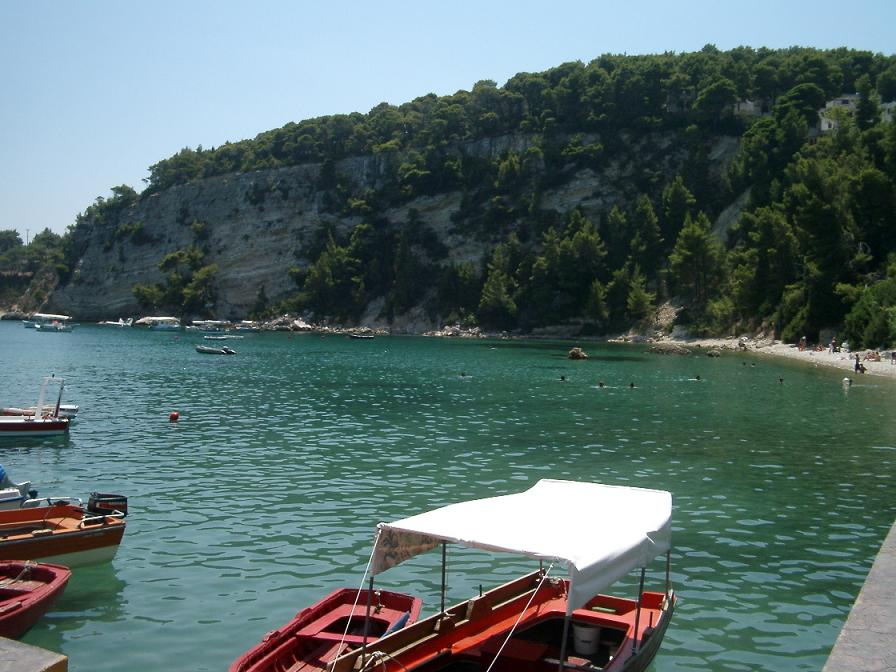

알로니소스섬(Alonnisos)은 에게해의 그리스 섬이다. 스키아토스섬, 스코펠로스섬에 이어 스포라데스 제도의 세 번째 섬이다. 스코펠로스섬에서 동쪽으로 3킬로미터 지점에 위치해 있다. 알로니소스섬은 이 섬의 마을 이름이기도 하다.
알로니소스 마을은 이 섬의 남쪽에 위치한다. 이 지역의 다른 이름은 Chora이며 "옛 마을"(The Old Village)이라는 표지판이 있다. 이 섬의 주 항구는 남동부에 위치한다.

## 인구
| 연도 | 인구  |
| ---- | ----- |
| 1991 | 2,985 |
| 2001 | 2,700 |
| 2011 | 2,750 |
| 2012 | 2,399 |
| 2015 | 2,069 |